# Clémence Matutu
Clémence Matutu est une joueuse congolaise de handball qui a évolué à Poitiers Handball et de l'équipe nationale de la RD Congo. 